# 聯邦國防軍突擊步槍系統

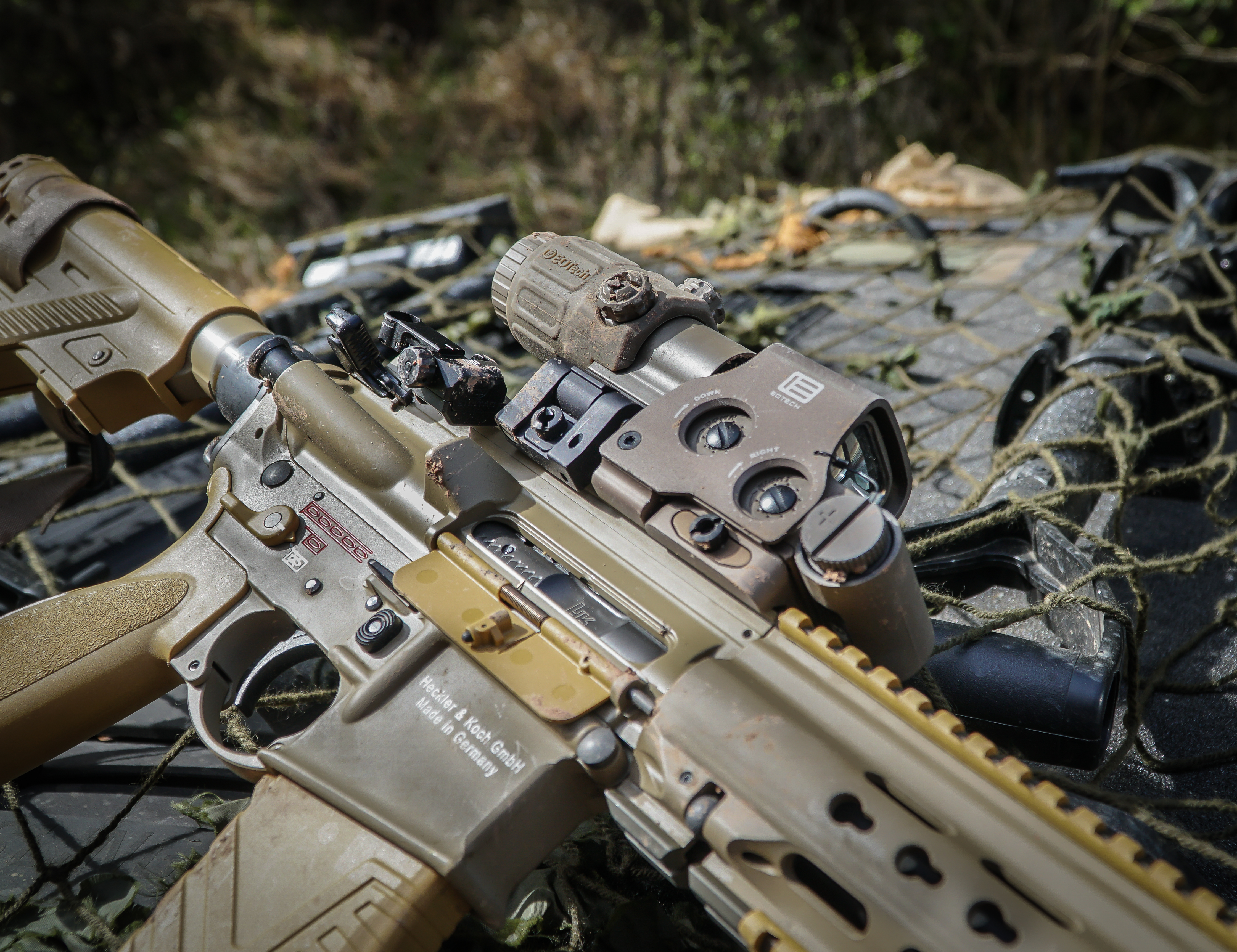
最終採用的HK416 A8為圖中G95K的修改型

聯邦國防軍突擊步槍系統（德語：System Sturmgewehr Bundeswehr，簡稱SSB或Sys StG Bw）是德國聯邦國防軍尋找新型制式步槍的標案。標案在2017年4月21日啟動，將取代國防軍自1997年起使用的G36步槍，成為下一代制式步槍。經多次延誤後，最終在2020年9月15日由德國聯邦國防部宣佈海內爾的MK 556獲勝。但在2020年10月9日因海內爾涉嫌侵犯了黑克勒&科赫（下稱H&K）的專利，以及與德國聯邦國防軍裝備、資訊科技與運用辦公室（下稱BAAINBw）達成非法書面協議而撤回了決定。2021年3月2日，海內爾的MK 556正式被排除在標案外。2022年12月14日，德國聯邦議會預算委員會通過一系列國防預算，正式批准國防軍以2.09億歐元採購118,718支HK416 A8步槍取代G36，新步槍命名為G95A1及G95KA1，首批步槍預計於2024年交付。

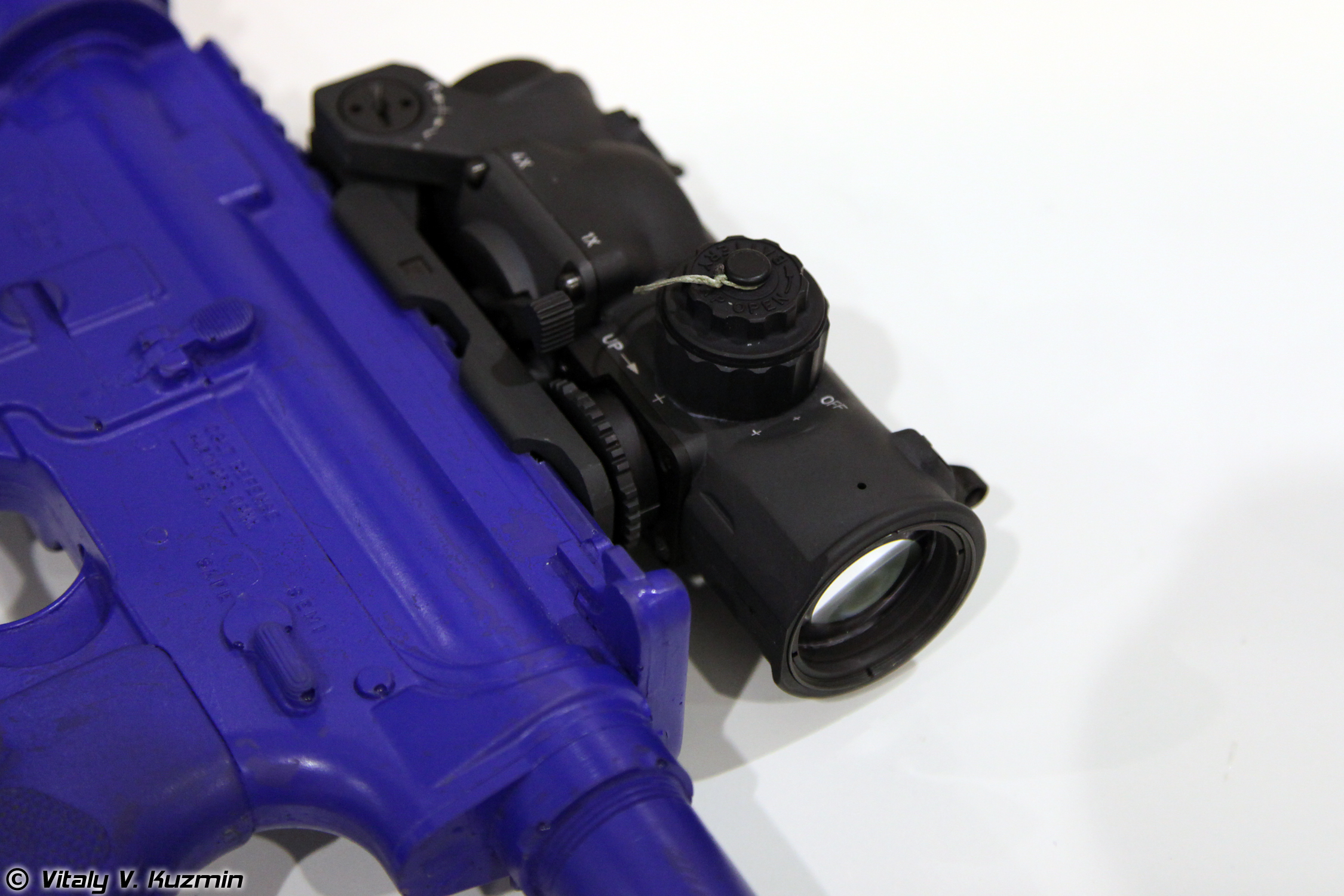
ELCAN SpecterDR 1/4x，國防軍的版本頂部將設有NAR導軌、且兩邊皆設有倍率切換桿

而與本標案同時進行的瞄具系統標案則於2021年10月由李奧納多奪得，李奧納多將向國防軍提供107,929套最新型ELCAN SpecterDR 1/4x作為新型制式步槍的瞄具。

## 起因

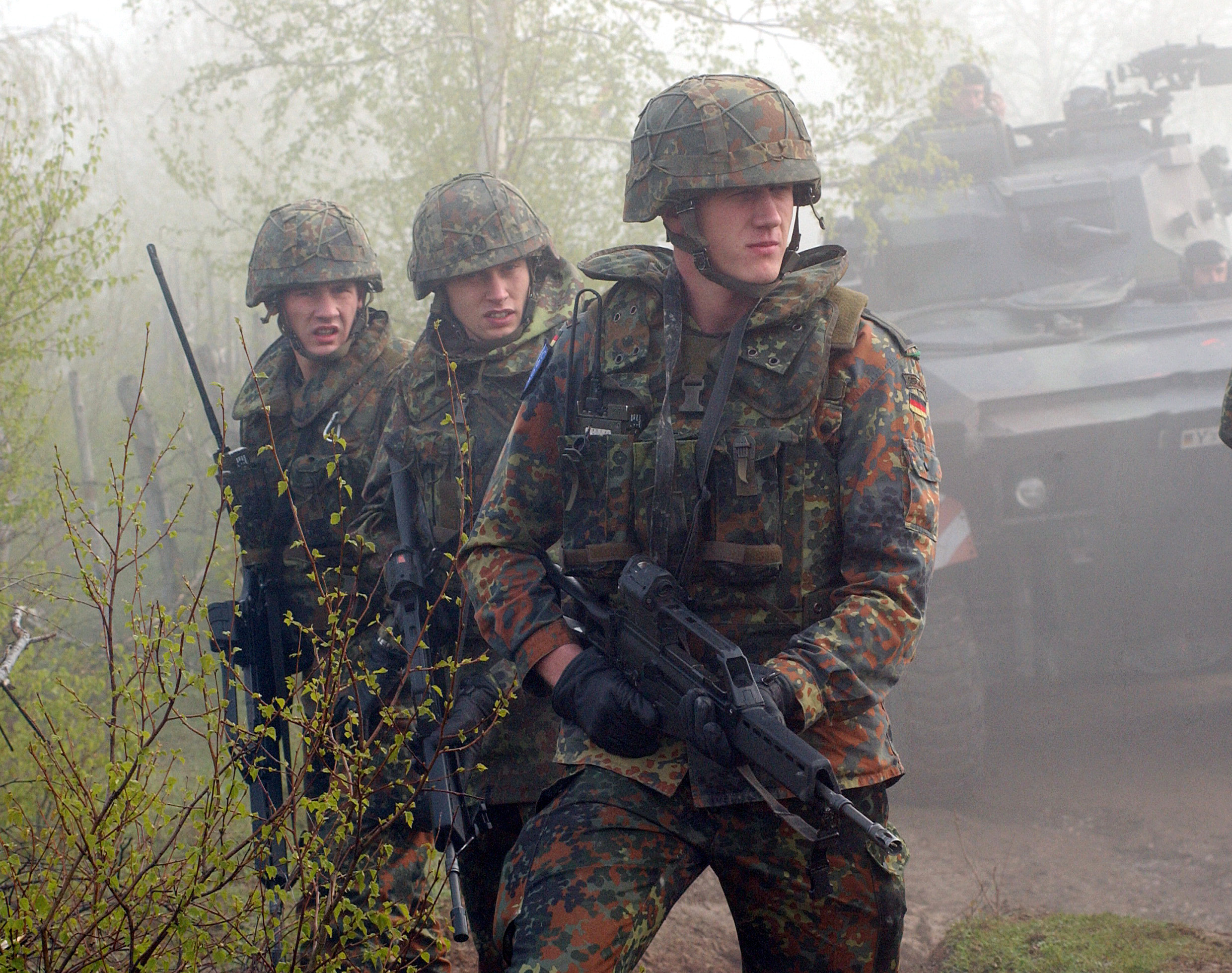
在波士尼亞與赫塞哥維納進行「聯合決議26」演習時使用G36的國防軍士兵

2012年4月2日，《明鏡》報導H&K的G36步槍在持續射擊數百發後，槍管會過熱至在300公尺外的命中率僅剩三分之一。為此國防軍駐阿富汗國際維和部隊指明當G36槍管過熱時應待其冷卻至可用手觸摸再使用。2015年4月22日，G36被時任國防部長烏爾蘇拉·馮德萊恩稱「沒有未來」且不會再購買。2017年4月21日，德國聯邦國防部啟動新型制式步槍計劃——聯邦國防軍突擊步槍系統（下稱SSB），以替代自1997年服役至今的G36。
由於SSB標案要求，新步槍頂部不會如G36般內建瞄具，因此BAAINBw同時進行搭配SSB使用的瞄具系統標案。SSB瞄具系統在2018年1月16日發出需求，BAAINBw期望與勝出的瞄具系統廠商簽訂七年期的合約。

## 需求

### 步槍
國防軍預計採購最多120,000支步槍連配件，總額預計為2.45億歐元（未計增值税）。SSB最終獲選的步槍預計使用到2046年。
第二節：標的
II) 1) 描述
II) 1.4) 框架協定資訊
框架協定時程
年期：7
框架協定時程內合約總額估算
不含增值稅總額估算：EUR 245,000,000
II) 1.5) 合約或採購計劃摘要
為德國聯邦國防軍生產及交付突擊步槍連配件
設計需求摘要：
1. 包含長槍管型突擊步槍及短槍管型突擊步槍，並可透過更換槍管作出轉換
2. 短槍管型突擊步槍不含抑制器（德語：Signaturdämpfer，意為偵測性抑制裝置）時長度上限900公釐
3. 長槍管型突擊步槍不含抑制器時長度上限1000公釐
4. 使用5.56×45 mm NATO或7.62×51 mm NATO
5. 可雙邊操作
6. 武器上方及護木下方必須配有STANAG 4694導軌
7. 可在STANAG 4370標準的A1-3、B1-3、C0-3及M1-3環境下可靠運作[16]（電子類配件除外）
8. 機匣壽命不少於30,000發；槍管壽命不少於15,000發（使用軟質彈芯或複合彈芯時）／7,500發（使用硬質彈芯時）
9. 無彈匣及瞄具的空重不高於3.6公斤
10. 必須包含不同數量配件：刺刀連刀鞘及攜行具、抑制器連攜行袋、空包彈助退器、訓練彈藥專用槍機、彈鼓、清潔工具組、空彈殼收集袋、安裝在側面的STANAG 4694導軌、導軌蓋板、槍口蓋、彈匣、兩腳架、裝彈輔助器、槍背帶、後備機械瞄具、槍袋及直角前握把
11. 後備零件

額外可含配件：評估用射擊計數器、2個彈匣用之彈匣攜行袋
II) 2) 標案數量或規模
II.2.1) 規模總量
- 390支步槍（160支長槍管型及230支短槍管型）樣品作認證、操作及瞄具系統整合測試
第一批：
-13,929支步槍（長槍管型）
-3,104支步槍（短槍管型）
-1,514支訓練型步槍
計劃總採購量：120,000支步槍
II.2.3) 有關續約細節
合約是否可續期：是
II.2.4) 合約時程
2019年4月1日起，2026年3月31日結束
第三節：法律、經濟、財政及技術資訊
III.2) 參與條件
III.2.2 經濟及財政表現
經濟營運商的經濟和財政能力標準（或導致遭排除）
評估是否滿足要求所需的信息和手續： - 銀行財務狀況聲明
- 申報運作範圍內過去三個財政年度的銷售總額
- 最低要求：財政年度總營業額至少為EUR 5,000,000
第六節：更多信息
VI.5) 公告日：
2017年4月19日

### 瞄具
另外國防軍預計採購最多103,090套瞄具，總額預計為1.25億歐元（未計增值税）。
第二節：標的
II) 1) 描述
II) 1.4) 框架協定資訊
框架協定時程
年期：7
框架協定時程內合約總額估算
不含增值稅總額估算：EUR 125,000,000.00
II) 1.5) 合約或採購計劃摘要
生產及交付為在德國聯邦國防軍新型突擊步槍使用的主要戰鬥瞄具（德語：Hauptkampfvisier，簡稱HKV）及紅點瞄具（德語：Reflexvisier，簡稱RV）
1. 採購品項
  - HKV及附帶RV或一體式HKV/RV系統
  - STANAG 4694導軌安裝配件
  - 用家使用及保養說明書
  - 清潔工具組
  - 工具組

a) HKV及RV特點
- 不可受ITAR管制
- 可在STANAG 4370標準的A1-3、B1-3、C0-3及M1-3環境下可靠運作（電子類配件除外）[16]
- 可由用家自行作垂直及橫向調整
- 無需維護
- 可全天候使用
- 壽命不少於15,000發

b) HKV特點
- 4倍放大倍率
- 帶有鏡片塗層避免雷射傷害
- 帶有準星圖
- 系統若非一體式設計則頂部須配有STANAG 4694導軌以安裝RV

c) RV特點
- 帶紅點簡易瞄具
- 系統若非一體式設計則須可安裝在HKV上的STANAG 4694導軌[13]

II) 2) 標案數量或規模
II.2.1) 規模總量
1. 批給期間
- 7套HKV/RV免費樣品作展示及對比測試
2. 合約得出結果後
- 374套HKV/RV樣品作認證、操作及瞄具系統整合測試
3. 完成認證及操作測試後
- 第一批最低採購量為12,624套HKV/RV
計劃總採購量：103,090套HKV/RV
II.2.3) 有關續約細節
合約是否可續期：是
II.2.4) 合約時程
2019年6月3日起，2026年3月31日結束
第三節：法律、經濟、財政及技術資訊
III.2) 參與條件
III.2.2 經濟及財政表現
經濟營運商的經濟和財政能力標準（或導致遭排除）
評估是否滿足要求所需的信息和手續： - 銀行財務狀況聲明
- 申報運作範圍內過去三個財政年度的銷售總額
第六節：更多信息
VI.5) 公告日：
2018年1月12日

## 歷史

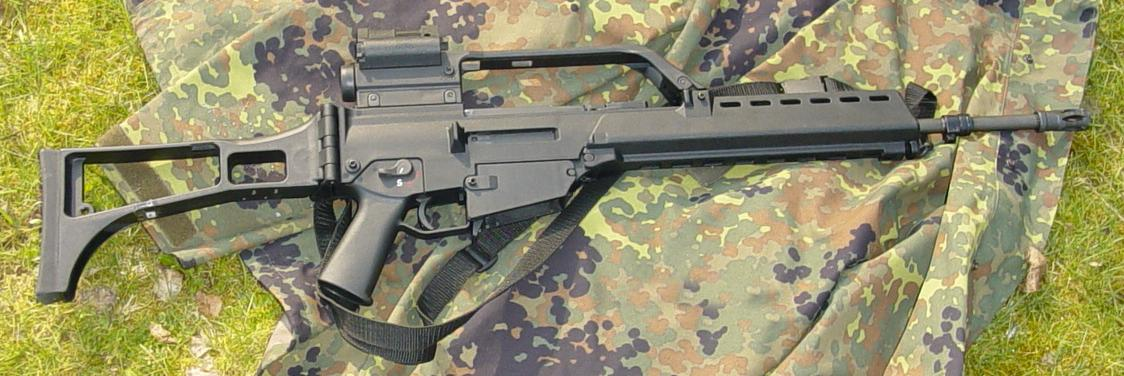
將被取代的G36

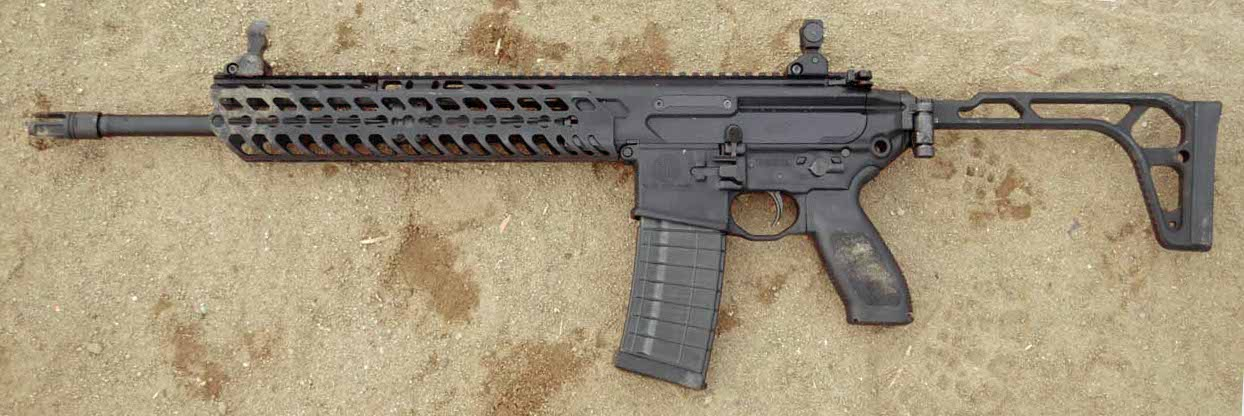
SIG Sauer MCX，圖為舊的第一代版本

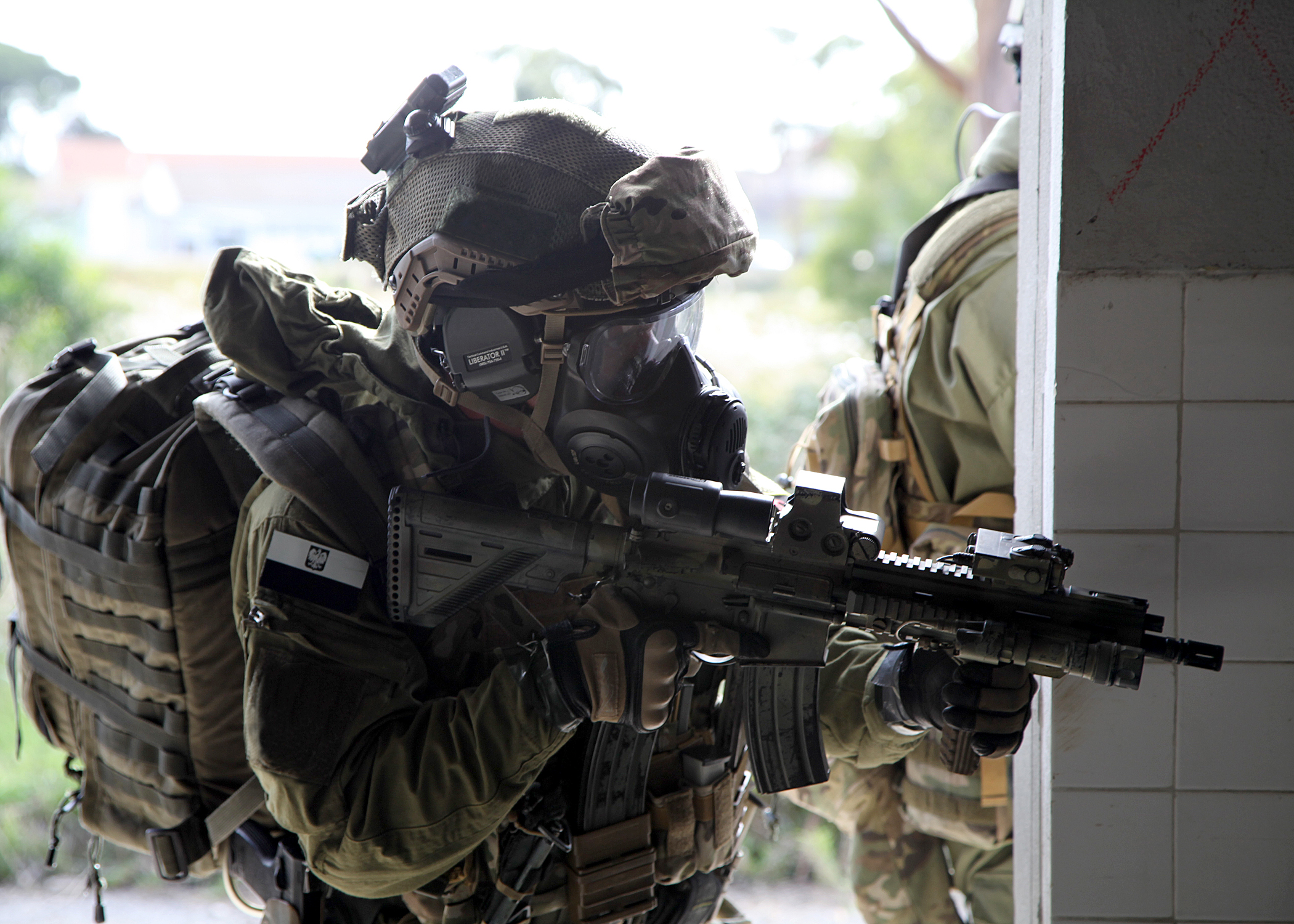
HK416 A5，參選的416 A7為416 A5的修改型

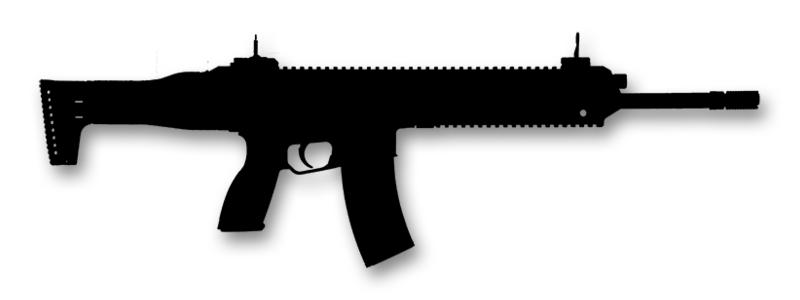
HK433前期版本輪廓圖

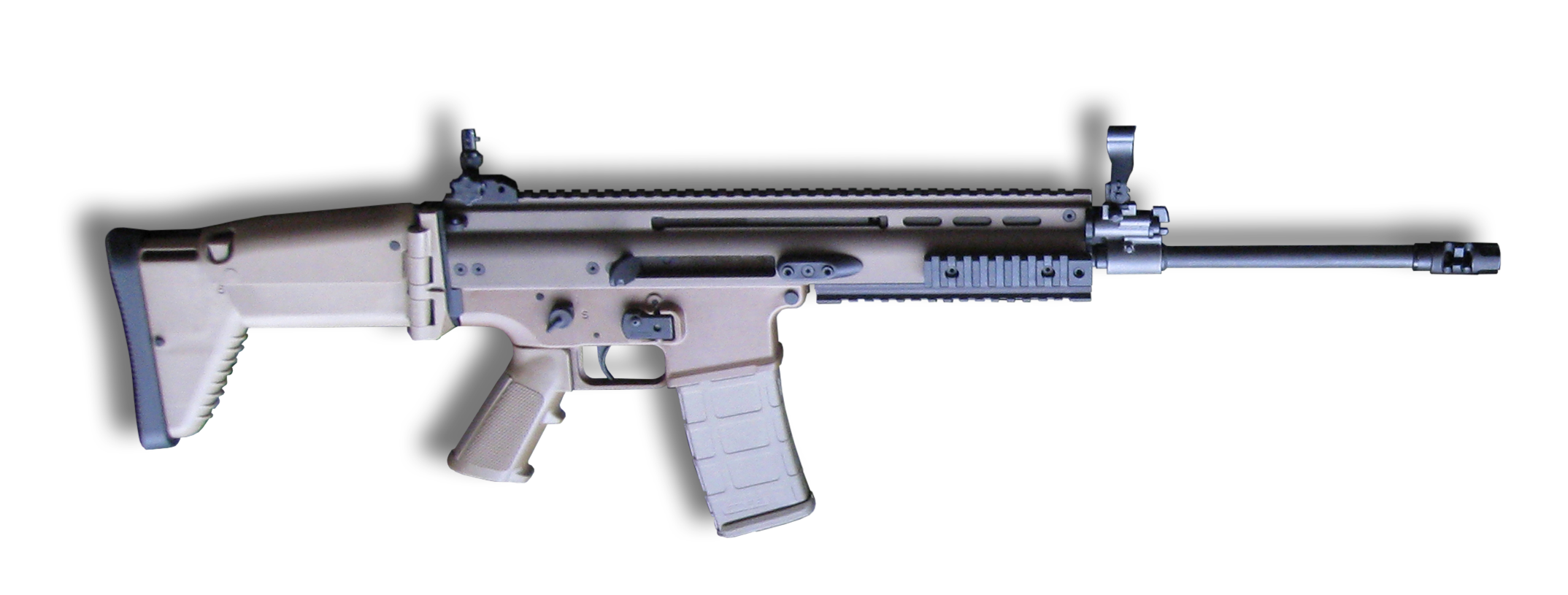
FN SCAR-L

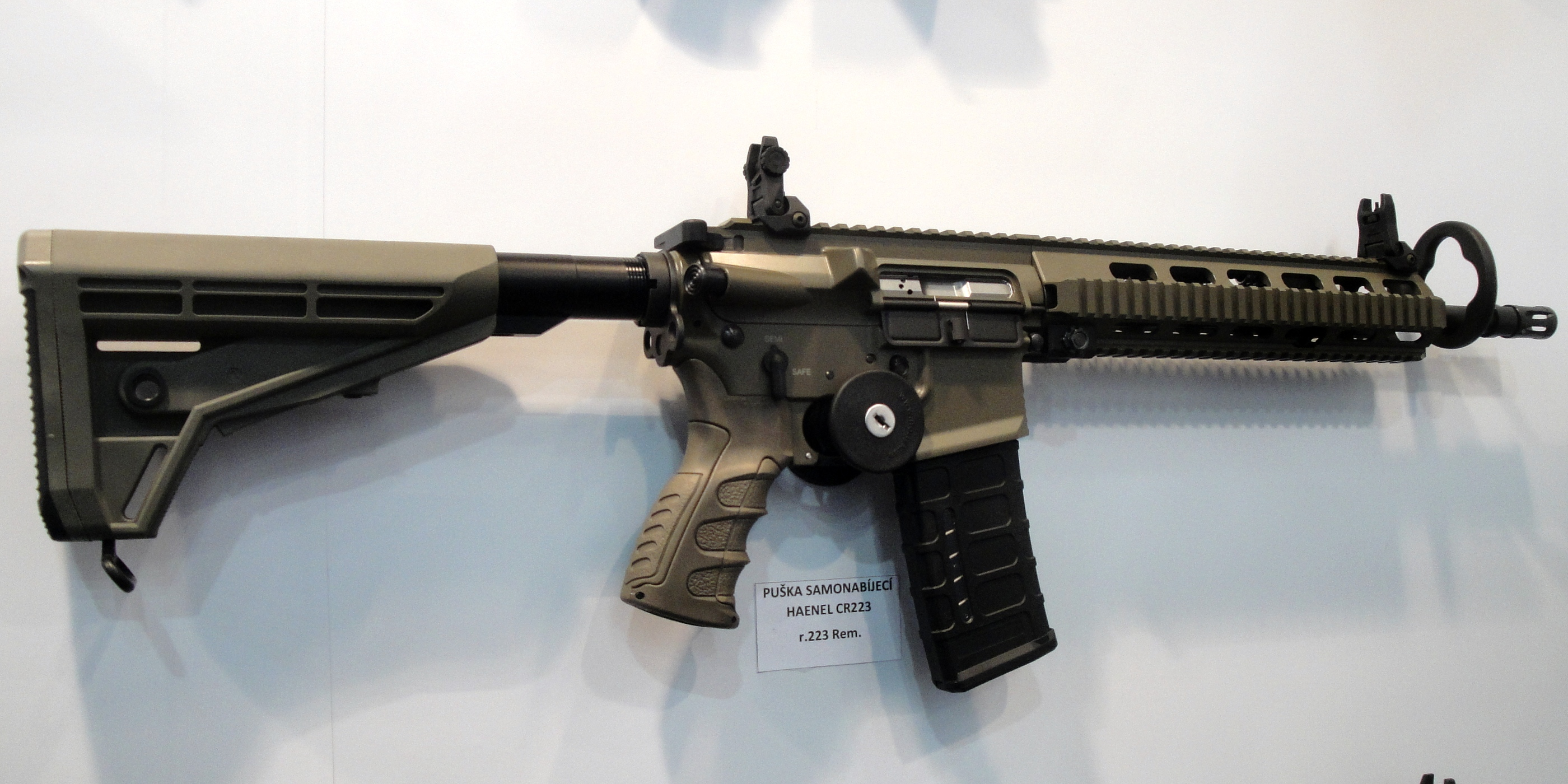
海內爾CR 223，配有四面NAR導軌護木，參選的MK 556為CR 223的全自動型

2017年4月21日，德國聯邦國防部啟動SSB，預計在2018年11月完成測試及評核，並在2018年12月到2019年4月間選出標案贏家，在2019年5月批給合約，再進行為期一年的最終測試及部隊投放測試，最終在2020年9月開始配發新步槍。合約預計由2019年4月1日持續至2026年3月31日，為期7年，並可延長。
SSB採購量為：
- 390支（含160支長槍管型及230支短槍管型）作操作測試及瞄具系統兼容測試
- 第一批13,929支長槍管型、3,104支短槍管型及1,514支訓練型步槍
- 預計總採購量為120,000支

6款步槍參加了SSB標案：
- ／：SIG Sauer MCX
- ／：萊茵金屬／Steyr RS556
- ：H&K HK416 A7 → HK416 A8[21]
- ：H&K HK433 Prototyp-Status 4 → HK433 Prototyp-Status 5[22][23]
- ：FN SCAR-L（未知H型有否參選）
- ：海內爾 MK 556 Gen2

LMT原打算參加本標案但最終放棄。SIG Sauer在2017年11月30日便退出了SSB標案，據《時代週報》報導，SIG Sauer曾指本標案程序不公，令其無法獲得足夠的測試用彈藥，而H&K則因其供應商身份而無此問題。SIG Sauer的常務董事Franz von Stauffenberg表示SSB是為H&K度身而設，因此MCX的贏面極小；另外由於MCX在美國設計及生產，受國際武器貿易條例（ITAR）管制，並不符合SSB的規定。萊茵金屬／Steyr亦因經濟原因退出了SSB。後來剩下競爭的槍械為HK416 A7、HK433，以及MK 556。在2018年4月，HK416亦落選，餘下HK433及MK 556競爭。
2018年10月18日，在進行了7個月的測試後，採購辦公室認為沒有步槍符合要求。各參與投標人須在2019年2月完成修正並再次提交供評核。此舉令國防軍的步槍更換計劃延誤8個月，並額外耗資750,000歐元。採購辦公室警告若修正後的步槍仍不符合要求，則SSB標案可能需要中止。
2019年，H&K指責本標案要求嚴格，缺乏專業知識及程序中立，嚴格的重量限制亦令穿透力更強及更精確的7.62 NATO步槍極難參選。
專注研究武器的新聞工作者Lars Winkelsdorf認為SSB標案要求一支可以應對所有狀況的全能步槍正是其失敗原因。他指出國防軍仿傚美國選擇M16平臺及俄羅斯選擇卡拉希尼柯夫平臺，選擇一個通用平臺並有著應對不同狀況的各種型號更為實際。
2020年6月7日，SSB標案再次延誤，據《星期日報》指其中一個投標人因標案不公而提出法律申訴，因此SSB標案結果預計延至2020年10月才會公佈。
與SSB同時進行的瞄具系統標案競爭期間廠商須提供7套瞄具作對比測試，標案得出結論後將再採購374套瞄具作操作測試及與SSB兼容測試，第一批將採購12,642套獲勝瞄具，最終在2026年3月31日完成合約時最多會採購103,090套瞄具。

### 海內爾勝出SSB標案
2020年9月15日，國防部宣布MK 556勝出SSB。同時競爭對手可在兩周內對結果提出反對及質疑：
「聯邦國防軍突擊步槍系統」：標案贏家（2020年9月15日，柏林）
「突擊步槍」標案再向前邁進了一大步。經位於科布倫茲的採購辦公室之註冊辦公室完整測試及評核，海內爾有限責任公司脫穎而出，成為標案贏家。
2020年5月14日，辦公室向聯邦國防軍突擊步槍系統的競標者請求了最佳最終報價（英語：Best and Final Offer）。投標的限期為2020年6月22日。從競標者收到的投標同時被合約部門評估。
在評估中海內爾有限責任公司脫穎成為標案贏家。評估結果尚未有法律效力，落選的競標者仍有法律追索權。

本價值2,500萬歐元的法案仍需議院審議。現正準備相關文件，期望在2020年底提交議院。
根據《德新社》報導，海內爾提交的槍械比較符合軍方的需求，同時證明了價格上的優勢。
MK 556開始生產的前提是在德國聯邦議院預算委員會中取得共識，MK 556預計分四批交付，第一批的交付時程預計在2020年10月最後一星期在委員會中討論，後三批及雷射瞄準儀、瞄具等配件則預計在12月中討論。其四批次分別為：
1. 武器連基本配件
2. 武器熟練度（英语：German Armed Forces Badge of Marksmanship）1、2級瞄具
3. 武器熟練度3級瞄具
4. 戰術燈及雷射模組

而由於本案仍需德國聯邦議院審議，並且審議時程定於2020年末。因此在2020年內並不會與海內爾或其他廠商簽訂交付合約。未來預計採購118,718支步槍，並在2023至2029年交付。

### 標案結果爭議
2020年9月15日，H&K發出聲明，指其對於此結果感到遺憾，其兩款產品品質之佳在此標案中獲得國防軍的肯定，而提出的價格為基於公司多年來處理此類合約的經驗。H&K會從法律角度審視國防部的決定，並尋求一切可用法律手段。
2020年9月22日，海內爾亦發出聲明，指MK 556的生產會利用位於蘇爾的設施，並會有90%為德國製造，但並未指明餘下的10%會在哪裡製造。
2020年9月24日，H&K正式向BAAINBw申訴。H&K指其提出的價格已遠低於標案規定的上限，但海內爾提出的價格比其還要低5100萬歐元，H&K指這可能是因為一家阿拉伯公司偽裝成圖林根生產商作出的競爭扭曲行為。
2020年9月27日，彼得·卡斯滕斯（Peter Carstens）在《法蘭克福匯報》上指國防部將SSB頒給海內爾可能違法。卡斯滕斯指海內爾可以參與此需求120,000支步槍的標案是因為國防部僅要求廠商擁有至少500萬歐元年營業額以證明其財政能力（海內爾在2018年的營業額為715萬歐元，而H&K在2019年的營業額為2.39億歐元）；而法軍的新型制式步槍計劃需求大約100,000支步槍，所要求的年營業額仍為聯邦國防部所要求的十倍以上。另一方面，海內爾位於蘇爾的設施僅有不足十位員工，海內爾及其母公司Merkel亦拒絕對外開放參觀其設施，因此海內爾是否擁有生產120,000支步槍的能力成疑。而海內爾的常務董事Olaf Sauer曾在21日指海內爾「依靠現代化高效生產且高度垂直整合」，另外雖然海內爾僅有9名員工，但位於其旁邊的Merkel則有約120名員工，因此海內爾認為已準備好開始生產。
2020年9月29日，《新羅特韋爾報》報導H&K最初為120,000支步槍提出的報價為2.35億歐元，到最終階段已降至1.79億歐元，但海內爾提出了比此再低5000萬歐元的報價。在最初的技術評估中，HK416更是排名首位，第二、三名分別是MK 556和HK433。而由於H&K提出了申訴，因此聯邦企業綜合管理局採購室（德語：Die Vergabekammern des Bundes）會用五個星期審視，結果預計十一月初公佈。而據德新社報導，H&K提出的申訴已令整個計劃暫停，並且很可能在2020年完結前還不會解決。專門處理公共採購的律師Jan Byok博士稱H&K翻盤的機會很微，因為只有少數武器生產商提告採購室的案例結果為勝訴。
2020年10月6日，《商業內幕》報導國防軍預計以1.52億歐元（含19%增值税）向海內爾購買120,000支步槍，亦即海內爾的報價比H&K低2700萬歐元。而根據2019年9月中一份來自科布倫茲採購辦公室的文件，H&K的步槍與MK 556皆通過了國防軍武器與彈藥技術中心（德語：Die Wehrtechnische Dienststelle für Waffen und Munition，簡稱WTD 91）的測試，而MK 556僅在穿透力比H&K步槍高7%，報告寫到「標準為技術可比下的較低價格」。同時報告中亦由風險評估專家將「合約頒給海內爾」的風險評為「中等」，海內爾最高需每年交付20,000支步槍，但未知採購辦公室有否評估海內爾的生產能力可滿足國防軍的需求，而合約內容亦將有不少嚴苛條款以保障國防軍。
為此H&K提出了一份長達320頁的申訴，並列出約60個理由指出國防軍選擇海內爾是錯誤的，當中包括：
1. 武器測試結果無法使用該武器重複呈現
2. 測試結果責任人為當初提出G36問題的人（H&K曾起訴國防軍並勝訴，判決的法官指國防軍所獲得的G36與合約需求一樣）
3. H&K提交結構相似的兩支武器得出了截然不同的射擊結果

《商業內幕》亦懷疑海內爾提出的價格。2017年波蘭警察購買的MK 556平均單價超過2,500歐元，但在SSB標案中的MK 556卻僅高於1,000歐元，《商業內幕》懷疑此價格是否足以支付生產成本。若海內爾低價傾銷屬實，其行為在公開招標中已經違法。據採購辦公室的專家指，阿拉伯聯合大公國的公司多年來已不斷嘗試從國防軍獲得大額合約；而據槍械製造業界的說法，阿拉伯聯合大公國期望創建世上最大的軍備公司，而一份來自國防軍的訂單將會是最好的宣傳。

### 政治觀點
反對黨綠黨及自由民主黨的議院議員皆對將合約頒給海內爾的決定提出抗議，理由為海內爾的母公司位於參與了葉門內戰，並犯下如轟炸醫院等戰爭罪的阿拉伯聯合大公國。而執政黨基民黨、基社盟及社民黨皆支持國防部的決定。基民黨議員Karl Lamers認為多數時候世界各地皆有參與這類公司，對他來說重要的是士兵能以好價格獲得好步槍；自由民主黨圖林根州議會議員Robert-Martin Montag認為反對選擇海內爾的理由十分荒唐，他認為若依此理由則不應從沙烏地阿拉伯購買石油，亦因科威特持有戴姆勒股份而不應購買賓士汽車，因為這兩個國家皆有參與葉門內戰。對此國防部指海內爾的公司結構對訴訟沒有影響，而採購辦公室亦只被允許自武器品質及價格考慮。

### 撤回合約
2020年10月9日，國防部發出新聞稿，因侵權疑慮而收回SSB批給海內爾的決定：
國防軍突擊步槍：批給過程最新進展（2020年10月9日，柏林）
基於第一聯邦採購室於2020年9月30日收到由黑克勒&科赫提出的覆核請求，德國聯邦國防軍裝備、資訊科技與運用辦公室（BAAINBw）首次審視了海內爾有限責任公司作出專利侵權的可能性。
隨即展開了內部審核，結果無法排除投標人海內爾有限責任公司侵犯投標人黑克勒&科赫專利權的可能性。
在此背景下，批給部門需依法（限制競爭防止法第134條 （页面存档备份，存于））向各參與投標人通知已取消原批給海內爾有限責任公司的決定。

批給部門將從各方面重新審視各選項。
現階段餘下的參選步槍皆為H&K生產，分別為HK416 A7及HK433。假若海內爾能證明其可在不侵犯任何專利權下生產MK 556，則仍可參與SSB再審核。
對此海內爾所在的圖林根的經濟事務部感到意外，但不願意作出評論。自由民主黨聯邦議院議員Marie-Agnes Strack-Zimmermann指「難以置信。標案過程花了那麼多年，那麼可疑的公司結構，現在卻因為一個低級錯誤而返回原點，好像一切都是關於玩具似的」，綠黨Tobias Lindner指此為「國防部的巨大恥辱」。社民黨Fritz Felgentreu對此感到憤怒，並指「先是運輸直升機，這是BAAINBw在14天內的第二次失敗了」。而自由民主黨黨團領袖Alexander Müller則認為士兵仍對G36十分滿意，應乾脆取消整個SSB標案替納稅人省下一筆錢。
《商業內幕》報導槍械業界人士指海內爾涉嫌侵犯H&K的越灘（英語：Over the Beach，簡稱OTB）設計專利，而且H&K數年前已指控過，但海內爾否認，亦無出現任何法律行動。另外海內爾稱使用的彈匣來自供應商Oberland Arms，其在美國亦有侵犯MAGPUL專利問題。

據一份由國防部在2020年10月26日發給聯邦議院國防委員會的公開文件，國防部將部分重開採購流程，當中沒有任何審核H&K及海內爾步槍技術的計劃。計劃為自法律及經濟方面審核，以及預計在2020年內不會結案的H&K及海內爾專利訴訟對採購的影響。為此國防部會聘請外部獨立專利律師以評估採購流程的結果。另外為免再犯下同樣錯誤，採購辦公室將引入額外的審查機制。國防部希望聯邦議院國防委員會進一步討論此文件：
「突擊步槍」批給現時進展（2020年10月26日，柏林）
2020年9月15日，德國聯邦國防軍裝備、資訊科技與運用辦公室（BAAINBw）公佈「突擊步槍」的贏家為海內爾有限責任公司。在第一聯邦採購室在審查接續獲得的申訴及覆核申請後，註冊辦公室被告知有關海內爾可能的專利侵權行為。
隨即展開的內部審核結果無法排除投標人海內爾有限責任公司侵犯投標人黑克勒&科赫專利權的可能性。因此在10月9日，批給部門向各參與投標人通知（限制競爭防止法第134條）原批給海內爾有限責任公司的決定已取消。
此程序並不代表取消整個批給過程。因此聯邦國防部及BAAINBw詳細地重新審視了先前尚未完成的G36繼承者批給過程。亦因此，達成了對所有投標人公平對待，亦符合所有競爭法及透明度要求。
但後續工作並未釐清任何專利侵權疑慮。
現正審視被提出的專利侵權問題會為批給過程帶來何種影響。為了快速提出獨立結論，國防部委託了獨立專利律師以提出專家意見。基於此報告，將能瞭解此為批給過程帶來的後果。
在收到專家意見後，批給部門將會重新評審，並會考慮所有方面。至此批給過程才會繼續進行。

在此之前，士兵仍有G36突擊步槍這款強大武器。基於完全透明，國防部向議院、武裝部隊專員及聯邦審計局提交了一份詳細報告。附件為公眾可查閱部分。
2020年10月28日，《商業內幕》報導指在國防部的最終測試中所有步槍皆達到了標準，但在技術評估中HK416比MK 556更精確，且更不易故障。在一份機密內部文件中指「總括而言，海內爾的武器仍有改進部件的空間」，但由於《商業內幕》無法獲得完整文件，其亦指無法得出有根據的結論。
聯邦議院國防委員會在2020年10月30日討論本案發展。《今日新聞》報導指該機密會議中討論了一些嚴重指控：在提交最終報價後，採購辦公室曾違法與海內爾進行談判。在該階段，採購辦公室只可對投標人提出關於最終報價歧義的問題，不可提出任何會改變報價的問題。《今日新聞》在2020年10月30日節目上報導國防部長在會議後親自參加由高級公務員列席的會面，並拒絕評論任何關於突擊步槍系統的問題。同日會議後，《明鏡》及《法蘭克福匯報》指國防軍可能要再等待數年才可獲得新步槍，而國防委員會成員都擔心由於各種指控，會有一名投標人被法院剔除。若此，聯邦議院及國防部皆無法對標案決定作出任何影響。《南圖林根時報》報導指根據國防部內部的危機評估，國防軍可能要在2024年才會接收第一批新步槍，亦需要國防部長在未來數月親自決定SSB標案的未來走向。
2020年11月29日，《圖片報》報導海內爾的常務董事Olaf Sauer在一封信件中指H&K指控侵犯OTB專利的為CR 223，而MK 556設計上與CR 223不同，且不包含在專利訴訟中，因此已展開相應的法律程序。另外亦提到MK 556的低價得益自圖林根較低的薪酬水平，並且海內爾及Merkel有足夠能力滿足聯邦國防軍的需求，亦與阿拉伯聯合大公國的母公司沒有任何供需關係。另一方面，聯邦國防軍督察長Eberhard Zorn將軍亦指海內爾在內部會議中說服了防務專家其步槍的壽命成本比H&K低5,100萬歐元。
2020年12月14日，《商業內幕》報導杜塞道夫地區法院在上週下令搜查海內爾的總部，以搜查有關專利訴訟的證物。同一時間，H&K亦向採購辦公室提供了一段影片，證明CR 223上包括槍機等部分重要零件可直接更換成HK416上的零件，而在更換後仍能正常運作。對此海內爾並未作出回應。若法院判決海內爾侵犯了H&K的專利，整個批給程序便需重新進行，而國防軍可能再需額外等兩年才可獲得G36的後繼者。負責測試步槍的國防軍武器與彈藥技術中心（WTD91）亦因而被指示停止使用並存放該槍械。

2020年12月18日，《商業內幕》報導國防軍委託的專利律師認為海內爾提交的MK 556侵犯了其他公司的專利，因此海內爾可能自此從批給中剔除。而海內爾可在2021年1月中前提出任何意見：
「突擊步槍系統」批給過程進展：收到專家意見（2020年12月18日，柏林）
在2020年10月26日的新聞稿中，國防部指出已委託獨立專利律師調查有關「聯邦國防軍突擊步槍系統 - 武器連配件」的專利侵權可能性。註冊辦公室已獲得此報告。
報告對應德國聯邦國防軍裝備、資訊科技與運用辦公室（BAAINBw）的評估。

有關公司在2021年1月中前可對結果提出任何意見。
另外，報導亦指出海內爾的律師曾在9月28日向H&K發出停止及終止聲明，指其CR 223已更改設計，希望H&K停止宣稱MK 556侵犯了專利，而H&K則不接受此聲明。
2021年1月14日，《商業內幕》報導位於司徒加特的Kohler Schmid Möbus專利律師事務所在2020年12月25日前向國防部提交了三份有關OTB專利和彈匣的調查報告。在兩份報告中專利律師確定確實有侵犯專利問題，而在第三份報告中專利律師指若海內爾啟動法律程序，在H&K OTB訴訟中獲得法律無效的可能性是存在的。若上述報告內容正確，而H&K及海內爾無法在2021年4月的法定期限前和解，國防部或因而需面對交付成本及交付時程問題。
2021年1月31日，德國媒體報導海內爾必要時有意願啟動法律程序以重新獲得被撤回的合約。而海內爾常務董事Olaf Sauer亦在《法蘭克福匯報》宣稱若海內爾無法獲得合約將會提出索賠。
2021年2月20日，《商業內幕》報導國防部經過多個月的調查後，將會在近期正式撤銷海內爾的合約。

### 海內爾被排除
2021年3月2日，國防部發出新聞稿，正式因侵權而撤銷海內爾的合約，並將會把合約頒給H&K：
突擊步槍批給過程：海內爾自批給過程排除（2021年3月2日，柏林）
經過審視所有被提交的文件，海內爾的產品將被排除在未來的批給過程。該公司已被告知此事。現合約預計頒給黑克勒&科赫。
理由：
當其中一個投標人被認定有可能侵犯專利權，過程已返回投標審核的階段。
接著由外部專利律師事務所進行專利權調查。根據專家調查，確認有侵犯專利權。
海內爾公司在調查報告提交後被給予機會作出回應，公司亦已及時回應，並被仔細審視及包括在最終審核中。
在考慮所有的公開招標法後，結果為海內爾的產品應以專利侵權為由排除在外。

投標再審核現已完成。
施洛伊辛根市長André Henneberg曾指期望藉著海內爾獲得合約為該市帶來新職位及稅收。基民黨聯邦議員Mark Hauptmann指國防部害怕陷入專利侵權之中，令購買的步槍被法院禁止使用。自由民主黨的圖林根邦議會成員表示完全無法理解國防部的行為。Robert-Martin Montag認為專利侵權應由公司自己解決，而不應使用稅金。綠黨Tobias Lindner批評此進展表現了整個過程有多容易出錯。左翼黨Alexander Neu認為排除海內爾這家小公司展現了H&K的半壟斷地位。來自南圖林根，德國工商會的Ralf Pieterwas對此感到意外，但認為海內爾會為此展開法律行動。
國防部指海內爾已對此提出申訴，且可在十天內提出對採購辦公室的審視申請，而採購辦公室有七星期的時間對其申請作決定。此類法律過程可耗時兩年，而國防部在此期間無法將合約改頒予另一投標人。
據部分德國媒體報導，國防部打算採用H&K為SSB標案修改而成的HK416 A8。
2021年3月3日，海內爾表示會從法律角度審視國防部的決定，並尋求一切可用法律手段以保障海內爾的權益。
2021年3月7日，《法蘭克福匯報》報導海內爾指控採購辦公室及H&K，指標案不公及導致海內爾被排除的報告並未公開。海內爾指辦公室以雙重標準對待海內爾及H&K，且排除海內爾是非法的，並且H&K才應該被排除。海內爾亦否認一切關於侵犯專利權的指控，並指其MK 556在H&K前品質經理的領導下採用了「技術創新」且「完全不同解決方法」來達成OTB，當中對H&K的專利並不知情。
2021年3月12日，海內爾財務總監指Swen Lahl指公司願意進行一切法律程序，並已向公開採購法院提交覆核申請。
2021年4月24日，德國媒體報導美國配件生產商MAGPUL向H&K發信。MAGPUL在信中指其認為H&K的「第三代HK聚合物彈匣（英語：HK Gen3 PM）」侵犯了其專利，並詢問H&K是否將HK Gen3 PM包含在提供予國防軍的步槍中。為此H&K聘請了外部專利律師審視是否存有侵犯專利行為。另外，信件亦轉發至國防部，國防部在4月26日指正審視信中內容，得出結果時將向議會及公眾發表。

### 腳註
1. ↑  指簡稱STH的Schwerer Transporthubschrauber運輸直升機標案，目標為購買現成產品取代CH-53G，參選的分別有洛克希德·馬丁CH-53K及波音CH-47，但採購辦公室加入令專家都感到驚訝的大量需求，最後國防部在2020年9月29日認為價格過高而取消標案並重新招標
2. ↑  在SSB撤回後不久，簡稱SSchtzWa kRw的Scharfschützenwaffe kurze Reichweite G26短程狙擊步槍標案亦取消了
3. ↑  儘管海內爾的地址為蘇爾，其實際位於施洛伊辛根內，因為兩市的邊界劃過了海內爾所在的弗里德貝格工業園區

### 資料來源
1. 1 2  郭正原. . www.ydn.com.tw. 青年日報. 2020-09-17  [2020-09-23] （中文（臺灣））.
2. ↑  郭正原. . 青年日報. 2020-10-11  [2020-10-11] （中文（臺灣））.
3. ↑  郭正原. . 青年日報. 2021-03-06  [2021-03-10] （中文（臺灣））.
4. ↑  Moss, Matthew. . The Firearm Blog. 2022-12-14  [2023-02-16]. （原始内容存档于2022-12-21） （美国英语）.
5. ↑  Moss, Matthew. . The Firearm Blog. 2021-10-15  [2023-02-16] （美国英语）.
6. ↑  李奧納多. . Leonardo S.p.A. 2021-10-13  [2023-02-16]. （原始内容存档于2023-02-16） （美国英语）.
7. ↑  . www.spiegel.de. Der Spiegel. 2020-04-02  [2020-10-10]. （原始内容存档于2020-09-20） （德语）.
8. ↑  . FAZ.NET. 2015-04-22  [2020-10-06]. ISSN 0174-4909 （德语）.
9. 1 2 3 4  . ted.europa.eu. TED Tenders Electronic Daily. 2017-04-21  [2020-10-10]. （原始内容存档于2021-02-19） （德语）.
10. 1 2 3  Remigiusz Wilk. . MILMAG. 2017-08-22  [2020-09-29]. （原始内容存档于2020-12-05） （波兰语）.
11. 1 2 3  Matthew Moss. . The Firearm Blog. 2018-01-30  [2020-10-03]. （原始内容存档于2021-01-23） （美国英语）.
12. 1 2 3  Remigiusz Wilk. . MILMAG. 2018-01-20  [2020-09-29] （波兰语）.
13. 1 2 3 4  . ted.europa.eu. TED Tenders Electronic Daily. 2018-01-16  [2020-10-03]. （原始内容存档于2018-02-06） （德语）.
14. ↑  T. Wiegold. . Augen geradeaus. 2017-04-21  [2020-09-26]. （原始内容存档于2021-01-24） （德语）.
15. ↑  TACTICAL LIFE. . Tactical Life. 2020-09-16  [2020-09-27]. （原始内容存档于2021-01-25） （美国英语）.
16. 1 2   (PDF). 2006-01  [2020-09-27]. （原始内容 (pdf)存档于2018-03-29） （英语）.
17. ↑  Nathaniel F. . The Firearm Blog. 2017-09-25  [2020-10-10]. （原始内容存档于2021-03-02） （美国英语）.
18. ↑  Remigiusz Wilk. . MILMAG. 2017-09-24  [2020-09-29]. （原始内容存档于2020-10-15） （波兰语）.
19. 1 2  Redakcja. . MILMAG. 2017-11-30  [2020-09-29]. （原始内容存档于2020-10-16） （波兰语）.
20. 1 2 3  Remigiusz Wilk. . MILMAG. 2018-04-01  [2020-09-29]. （原始内容存档于2020-12-05） （波兰语）.
21. 1 2  Lars Hoffmann; Waldemar Geiger. . Soldat & Technik. 2021-03-02  [2021-03-04]. （原始内容存档于2021-03-13） （德语）.
22. ↑  Matthew Moss. . The Firearm Blog. 2018-03-14  [2020-10-06]. （原始内容存档于2019-10-28） （美国英语）.
23. ↑  . ESUT - Europäische Sicherheit & Technik.   [2020-10-06] （德语）.
24. ↑  . DIE ZEIT. 2020-09-14  [2020-09-26]. （原始内容存档于2020-10-12） （德语）.
25. ↑  Eric B. . The Firearm Blog. 2017-11-24  [2020-10-10]. （原始内容存档于2021-01-16） （美国英语）.
26. ↑  Redaktion, Soldat & Technik. . S&T - Soldat und Technik. 2020-09-14  [2020-09-16]. （原始内容存档于2020-09-16） （德语）.
27. ↑  Matthew Moss. . The Firearm Blog. 2018-10-15  [2020-10-10]. （原始内容存档于2020-11-24） （美国英语）.
28. ↑  . DW.COM. 2018-10-14  [2020-10-10]. （原始内容存档于2019-02-16） （英国英语）.
29. 1 2  Björn Müller. . Offiziere.ch. 2019-10-12  [2020-09-26]. （原始内容存档于2021-03-09） （美国英语）.
30. ↑  Eric B. . The Firearm Blog. 2020-06-09  [2020-10-10]. （原始内容存档于2021-02-26） （美国英语）.
31. ↑  SPIEGEL, DER. . www.spiegel.de. 2020-09-15  [2020-09-16]. （原始内容存档于2020-09-15） （德语）.
32. ↑  BMVg. . www.bmvg.de. 2020-09-15  [2020-10-03]. （原始内容存档于2020-11-23） （德语）.
33. ↑  . Army Recognition. 2020-09-15  [2020-09-15]. （原始内容存档于2020-09-19） （英国英语）.
34. ↑  Eyal Boguslavsky. . www.israeldefense.co.il. Israel Defense. 2020-09-15  [2020-09-26]. （原始内容存档于2020-09-21） （英语）.
35. 1 2  Waldemar Geiger. . S&T - Soldat und Technik. 2020-09-23  [2020-09-26]. （原始内容存档于2021-03-03） （德语）.
36. ↑  Eric B. . The Firearm Blog. 2020-09-24  [2020-09-26]. （原始内容存档于2020-10-28） （美国英语）.
37. ↑  . The Firearm Blog. 2020-09-15  [2020-09-16]. （原始内容存档于2022-06-26） （美国英语）.
38. ↑  Heckler & Koch. . www.heckler-koch.com. 2020-09-15  [2020-09-16]. （原始内容存档于2020-09-18） （德语）.
39. ↑  C.G. Haenel GmbH. . 2020-09-22  [2020-09-23]. （原始内容存档于2021-05-14） （德语）.
40. ↑  Eric B. . The Firearm Blog. 2020-09-22  [2020-09-23]. （原始内容存档于2022-01-18） （美国英语）.
41. ↑  . MDR THÜRINGEN. 2020-09-24  [2020-09-26]. （原始内容存档于2021-03-10） （德语）.
42. ↑  . Personal Financial. 2020-09-25  [2020-09-26]. （原始内容存档于2020-10-13） （美国英语）.
43. 1 2  Carstens, Peter. . FAZ.NET. 2020-09-27  [2020-09-28]. ISSN 0174-4909 （德语）.
44. 1 2  . DIE ZEIT. 2020-09-29  [2020-10-03]. （原始内容存档于2020-10-31） （德语）.
45. ↑  Bartosz Szymonik. . MILMAG. 2020-09-28  [2020-09-29]. （原始内容存档于2020-10-22） （波兰语）.
46. ↑  . www.mdr.de. 2020-09-21  [2020-09-28]. （原始内容存档于2021-02-13） （德语）.
47. 1 2  . Süddeutsche.de. 2020-09-29  [2020-09-30] （德语）.
48. ↑  Martin Himmelheber. . NRWZ. 2020-09-29  [2020-09-30]. （原始内容存档于2021-03-02） （德语）.
49. ↑  Petersen, Lars. . Business Insider. 2020-10-06  [2020-10-06] （德语）.
50. 1 2 3  Petersen, Lars. . Business Insider. 2020-10-06  [2020-10-06]. （原始内容存档于2021-01-17） （德语）.
51. ↑  Benjamin Kentish. . The Independent. 2017-12-28  [2020-11-06]. （原始内容存档于2019-04-01） （英国英语）.
52. ↑  . www.mdr.de. mdr.de. 2020-10-04  [2020-10-06]. （原始内容存档于2021-03-10） （德语）.
53. 1 2  Matthew Moss. . The Firearm Blog. 2020-10-09  [2020-10-09]. （原始内容存档于2021-01-28） （美国英语）.
54. ↑  . n-tv.de. 2020-10-09  [2020-10-09]. （原始内容存档于2021-03-31） （德语）.
55. ↑  . 2020-10-09  [2020-10-09]. （原始内容存档于2021-01-18） （美国英语）.
56. 1 2  . www.mdr.de. 2020-10-09  [2020-10-09]. （原始内容存档于2021-03-05） （德语）.
57. ↑  BMVg. . www.bmvg.de. 2020-10-09  [2020-10-09]. （原始内容存档于2020-10-15） （德语）.
58. 1 2 3  Carstens, Peter. . FAZ.NET.   [2020-10-09]. ISSN 0174-4909 （德语）.
59. ↑  Sebastian Sprenger. . Defense News. 2020-09-29  [2020-10-09] （美国英语）.
60. ↑  Lars Petersen. . Business Insider. 2020-10-09  [2020-10-09] （德语）.
61. ↑  Steve Johnson. . The Firearm Blog. 2012-04-05  [2020-10-09]. （原始内容存档于2018-06-21） （美国英语）.
62. ↑  . epo.org. 2007-05-15  [2020-10-30]. （原始内容 (pdf)存档于2021-03-02） （德语、英国英语及法语）.
63. ↑   (PDF). 2020-10-26  [2020-10-30]. （原始内容 (pdf)存档于2021-02-24） （德语）.
64. ↑  . insuedthueringen.de. 2020-10-26  [2020-10-30]. （原始内容存档于2020-11-01） （德语）.
65. ↑  Lars Petersen. . Business Insider. 2020-10-27  [2020-10-30]. （原始内容存档于2020-12-03） （德语）.
66. ↑  BMVg. . www.bmvg.de. 2020-10-26  [2021-03-05]. （原始内容存档于2021-02-25） （德语）.
67. ↑  Petersen, Lars. . Business Insider. 2020-10-28  [2020-10-30]. （原始内容存档于2020-12-01） （德语）.
68. ↑   (PDF). 2020-10-27  [2020-10-30]. （原始内容 (pdf)存档于2020-11-01） （德语）.
69. ↑  Uli Hauck. . Tagesschau. 2020-10-30  [2020-11-03]. （原始内容存档于2020-12-02） （德语）.
70. ↑  Matthias Gebauer. . www.spiegel.de. SPIEGEL. 2020-10-30  [2020-11-03]. （原始内容存档于2020-12-04） （德语）.
71. ↑  Carstens, Peter. . FAZ.NET. 2020-10-30  [2020-11-03]. ISSN 0174-4909 （德语）.
72. ↑  . inSüdthüringen.de.   [2020-11-03] （德语）.
73. ↑  . inSüdthüringen.de. 2020-10-31  [2020-11-06] （德语）.
74. ↑  Markus Ermert. . inSüdthüringen.de. 2020-11-04  [2020-11-06] （德语）.
75. ↑  Maximilian Kiewel, Ralf Schuler. . bild.de. 2020-11-29  [2020-12-06]. （原始内容存档于2021-01-11） （德语）.
76. 1 2  Lars Petersen. . Business Insider. 2020-12-14  [2020-12-17]. （原始内容存档于2020-12-14） （德语）.
77. ↑  Matthew Moss. . The Firearm Blog. 2020-12-16  [2020-12-17]. （原始内容存档于2021-01-27） （美国英语）.
78. ↑  BMVg. . www.bmvg.de. 2020-12-18  [2021-03-05]. （原始内容存档于2021-01-22） （德语）.
79. ↑  Lars Petersen. . Business Insider. 2020-12-18  [2020-12-20]. （原始内容存档于2021-01-24） （德语）.
80. ↑  Lars Petersen. . Business Insider. 2021-01-14  [2021-01-21]. （原始内容存档于2021-01-22） （德语）.
81. ↑  . BBV. 2021-01-31  [2021-02-04]. （原始内容存档于2021-02-14） （德语）.
82. ↑  EpochTimes. . Epoch Times. 2021-02-01  [2021-02-04]. （原始内容存档于2021-02-09） （德语）.
83. ↑  Lars Petersen. . Business Insider. 2021-02-20  [2021-02-26]. （原始内容存档于2021-02-22） （德语）.
84. ↑  . www.badische-zeitung.de. Badische Zeitung. 2020-03-02  [2021-03-02]. （原始内容存档于2021-03-02） （德语）.
85. 1 2 3  Dirk Reinhardt; Tino Geist. . www.mdr.de. MDR. 2021-03-02  [2021-03-02]. （原始内容存档于2021-03-10） （德语）.
86. ↑  BMVg. . www.bmvg.de. 2021-03-02  [2021-03-02]. （原始内容存档于2021-03-07） （德语）.
87. ↑  Matthew Moss. . The Firearm Blog. 2021-03-03  [2021-03-04]. （原始内容存档于2021-03-08） （美国英语）.
88. ↑  Wolf von Dewitz; Carsten Hoffmann. . schwarzwaelder-bote. 2021-03-02  [2021-03-04]. （原始内容存档于2021-03-02） （德语）.
89. ↑  . swr.online. 2021-03-03  [2021-03-05] （德语）.[]
90. ↑  Carstens, Peter. . FAZ.NET. 2021-03-07  [2021-03-09]. ISSN 0174-4909 （德语）.
91. ↑  Jolf Schneider. . www.insuedthueringen.de. 2021-03-12  [2021-03-29] （德语）.
92. ↑  Waldemar Geiger. . S&T - Soldat & Technik. 2021-04-24  [2021-05-07]. （原始内容存档于2021-05-01） （德语）.